# 卡塔尔马市镇
卡塔尔马市镇（俄语：Катарминское муниципальное образование）是俄罗斯联邦伊尔库茨克州下乌金斯克区所属的一个市镇。其下辖有4个居民点，行政中心为卡塔尔马。据2016年统计，该市镇的人口为150人。